# 23. Unterseebootsflottille
De 23. Unterseebootsflottille was een operationele- en trainingseenheid U-boten van de Duitse Kriegsmarine in de Tweede Wereldoorlog. De eenheid werd op 11 september 1941 opgericht en kwam onder leiding te staan van Fritz Frauenheim.
Negen U-boten maakten tijdens het bestaan van de eenheid deel uit van de 23. Unterseebootsflottille. De operationele eenheid zat tijdens haar gehele bestaan gevestigd in Salamis. Vanuit deze basis opereerde de eenheid vooral in het oostelijke deel van de Middellandse Zee. In mei 1942 werd de eenheid, die twaalf schepen en 50.820 registerton liet zinken, opgeheven. De boten werden overgeplaatst naar de 29. Unterseebootsflottille.
In september 1943 werd de eenheid heropgericht, ditmaal als trainingseenheid. De trainingsformatie stond onder leiding van Otto von Bülow. Eenentwintig U-boten maakten deel uit van de trainingseenheid. De trainingseenheid zat tijdens haar gehele bestaan gevestigd in Danzig. Er werden officieren opgeleid voor de 24. Unterseebootsflottille, dat diverse operaties uitvoerde. In maart werd de eenheid vanwege het oprukkende Rode Leger officieel opgeheven.

## Commandanten
- September 1941 - mei 1942 - Kapitänleutnant Fritz Frauenheim[1]
- Augustus 1943 - maart 1945 - Korvettenkapitän Otto von Bülow[2]